# NGC 7626
NGC 7626 ist eine Elliptische Galaxie mit aktivem Galaxienkern vom Hubble-Typ E1 im Sternbild Pegasus am Nordsternhimmel. Die Galaxie ist schätzungsweise 159 Millionen Lichtjahre von der Milchstraße entfernt und hat einen Durchmesser von etwa 120.000 Lichtjahren.
Im selben Himmelsareal befinden sich u. a. die Galaxien NGC 7617, NGC 7619, NGC 7621, NGC 7631.
Das Objekt wurde am 26. September 1785 vom deutsch-britischen Astronomen William Herschel entdeckt.